# Holmengråfjorden
Holmengråfjorden (nordsamisk: Ruksesvuotna) er en fjordarm af Varangerfjorden i Sør-Varanger kommune i Troms og Finnmark fylke i Norge. Fjorden har indløb mellem Trifanneset i nord og Luččabavtnjárga i syd og går  fem kilometer mod vest til Innerhamna i enden af fjorden. Øst for Luččabavtnjárga går Jarfjorden mod syd.
Det er ingen faste bebyggelser ved fjorden.